# Velizar Popov
Velizar Emilov Popov (tiếng Bulgaria: Велизар Емилов Попов; sinh ngày 7 tháng 2 năm 1976) là một huấn luyện viên và cựu cầu thủ bóng đá người Bulgaria đang là huấn luyện viên trưởng của câu lạc bộ Thể Công - Viettel. Ông từng dẫn dắt câu lạc bộ Đông Á Thanh Hoá.

## Danh hiệu

### U-23 Myanmar
- Đại hội thể thao Đông Nam Á: 
  -  Hạng 3 (1): 2019

### Đông Á Thanh Hoá
- Cúp quốc gia: 
  -  Vô địch (2): 2023, 2023–24
- Siêu cúp Quốc gia: 
  -  Vô địch (1): 2023